# 大邱カトリック大学校
大邱カトリック大学校（テグカトリックだいがっこう、朝鮮語: 대구가톨릭대학교、英語: Daegu Catholic University）は、大韓民国の私立大学。略称は大カ大、DCU。
校名に「大邱」を含むが、本部は大邱広域市ではなく慶尚北道慶山市に位置する。また韓国のカトリック傘下大学の中で学生数が最も多く、学校規模も最も大きい。

## 沿革
- 1914年 - 聖ユスティノ神学校が開校。
- 1945年 - 聖ユスティノ神学校が廃校。
- 1952年 - 暁星女子初級大学が開校。
- 1953年 - 暁星女子初級大学が暁星女子大学に昇格。
- 1980年 - 暁星女子大学が総合大学に昇格し、暁星女子大学校に改称。
- 1982年 - 聖ユスティノ神学校を前身として善牧神学大学が開校。
- 1984年 - 善牧神学大学が大邱カトリック大学に改称。
- 1993年 - 大邱カトリック大学が大邱カトリック大学校に改称。
- 1994年 - 大邱カトリック大学校が暁星女子大学校と統合され、大邱暁星カトリック大学校に改称。
- 2000年 - 大邱カトリック大学校に改称。

## 学部
暁星キャンパス
- フランシスコ・カレッジ
- ユスティノ自由大学
- グローバルビジネス大学
- バイオメディ大学
- 薬学大学
- 工科大学
- ソフトウェア融合大学
- 社会科学大学
- 師範大学
- 音楽・公演芸術大学
- デザイン大学

ユスティノキャンパス
- 神学大学

ルカキャンパス
- 医科大学
- 看護大学

## 大学院
- 一般大学院
- 特殊大学院
  - 教育大学院
  - 医療保健産業大学院
  - 社会的経済経営大学院
  - 芸術大学院
  - 社会福祉大学院
  - ユスティノ自由大学院
  - 神学大学院
  - カウンセリング大学院
  - 幼児教育大学院

## 付属機関・付設学校
- 大邱カトリック大学校付設保育園（慶尚北道慶山市）
- 大邱カトリック大学校付設幼稚園（大邱広域市東区）
- 大邱カトリック大学校師範大学付属舞鶴中学校（慶尚北道慶山市）
- 大邱カトリック大学校師範大学付属舞鶴高等学校（慶尚北道慶山市）
- 大邱カトリック大学校病院（大邱広域市南区）
- 大邱カトリック大学校漆谷カトリック病院（大邱広域市北区）

## 日本の交流協定校
- 獨協大学
- 別府大学
- 佐賀大学
- 上智大学
- 愛知淑徳大学
- エリザベト音楽大学
- 産業医科大学
- 長崎純心大学
- 常磐大学

## 卒業生
- キム・ボムジュン（ソフトテニス選手）
- キム・ドンフン（ソフトテニス選手）